# Championnat d'Algérie de basket-ball 2008-2009
Navigation
Saison précédente Saison suivante
La saison 2008-2009 du Championnat d'Algérie de basket-ball est la 47e édition de la compétition.

## Clubs participants
| \| JSBM OB WAB ASMB ABS AUA CRBT USMMH Alger Clubs d'Alger : CRB Dar Beida GS Pétroliers NA Hussein Dey NB Staoueli WB Aïn-Bénian CRM Birkhadem AS PTT Alger NRM El-Harrach \| Localisation des clubs engagés dans le championnat. |
| JSBM OB WAB ASMB ABS AUA CRBT USMMH Alger Clubs d'Alger : CRB Dar Beida GS Pétroliers NA Hussein Dey NB Staoueli WB Aïn-Bénian CRM Birkhadem AS PTT Alger NRM El-Harrach                                                           |

### Groupe A
- GS Pétroliers
- AU Annaba
- CRB Temouchent
- WB Aïn-Bénian
- WA Boufarik
- AB Skikda
- USMM Hadjout
- NB Staoueli

### Groupe B
- CRB Dar Beida
- NA Hussein Dey
- Olympique Batna
- AS PTT Alger
- CRM Birkhadem
- NRM El-Harrach
- JSB M'Sila
- ASM Blida

## Compétition
Le barème de points servant à établir le classement se décompose ainsi :
- Victoire : 2 points
- Défaite : 1 point
- Forfait et match perdu par pénalité : 0 point

### Groupe A
| Rang | Équipe         | Pts | J  | G  | P  | Pp  | Pc  | Diff |
| ---- | -------------- | --- | -- | -- | -- | --- | --- | ---- |
| 1    | AB Skikda      | 21  | 12 | 9  | 3  | 954 | 884 | 70   |
| 2    | GS Pétroliers  | 20  | 10 | 10 | 0  | 866 | 613 | 253  |
| 3    | WA Boufarik    | 18  | 11 | 7  | 4  | 675 | 652 | 23   |
| 4    | CRB Temouchent | 18  | 13 | 5  | 8  | 806 | 925 | -119 |
| 5    | WB Aïn-Bénian  | 16  | 9  | 7  | 2  | 629 | 557 | 72   |
| 6    | USMM Hadjout   | 14  | 12 | 2  | 10 | 716 | 829 | -113 |
| 7    | NB Staoueli    | 13  | 10 | 3  | 7  | 747 | 764 | -17  |
| 8    | AU Annaba      | 12  | 11 | 1  | 10 | 655 | 824 | -169 |

| Légende :                                                                  |
| - Qualification pour les play-offs - Qualification pour les super play-out |
| T : Tenant du titre                                                        |
| P : Promu de Nationale B 2007-2008                                         |
| C : Vainqueur de la Coupe d'Algérie 2008-2009                              |
| 0                                                                          |

### Groupe B
| Rang | Équipe          | Pts | J  | G  | P  | Pp  | Pc  | Diff |
| ---- | --------------- | --- | -- | -- | -- | --- | --- | ---- |
| 1    | AS PTT Alger    | 22  | 11 | 11 | 0  | 923 | 671 | 252  |
| 2    | CRB Dar Beida   | 21  | 11 | 10 | 1  | 914 | 772 | 142  |
| 3    | ASM Blida       | 20  | 12 | 8  | 4  | 792 | 766 | 26   |
| 4    | NA Hussein Dey  | 19  | 12 | 7  | 5  | 885 | 872 | 13   |
| 5    | Olympique Batna | 17  | 12 | 5  | 7  | 841 | 824 | 17   |
| 6    | JSB M'Sila      | 16  | 12 | 4  | 8  | 765 | 930 | -165 |
| 7    | CRM Birkhadem   | 14  | 12 | 2  | 10 | 770 | 887 | -117 |
| 8    | NRM El-Harrach  | 12  | 12 | 0  | 12 | 716 | 884 | -168 |

| Légende :                                                                  |
| - Qualification pour les play-offs - Qualification pour les super play-out |
| T : Tenant du titre                                                        |
| P : Promu de Nationale B 2007-2008                                         |
| C : Vainqueur de la Coupe d'Algérie 2008-2009                              |
| 0                                                                          |

### Groupe A pour le titre
| Rang | Équipe         | Pts | J  | G  | P  | Pp | Pc | Diff |
| ---- | -------------- | --- | -- | -- | -- | -- | -- | ---- |
| 1    | GS Pétroliers  | 26  | 13 | 13 | 0  | 0  | 0  |      |
| 2    | CRB Dar Beida  | 24  | 14 | 10 | 4  | 0  | 0  |      |
| 3    | WA Boufarik    | 22  | 13 | 9  | 4  | 0  | 0  |      |
| 4    | AS PTT Alger   | 21  | 14 | 7  | 7  | 0  | 0  |      |
| 5    | WB Aïn-Bénian  | 20  | 14 | 6  | 8  | 0  | 0  |      |
| 6    | ASM Blida      | 19  | 14 | 5  | 9  | 0  | 0  |      |
| 7    | NA Hussein Dey | 19  | 14 | 5  | 9  | 0  | 0  |      |
| 8    | AB Skikda      | 13  | 14 | 0  | 14 | 0  | 0  |      |

| Légende :                          |
| - Qualification pour les play-offs |
| 0                                  |

### Groupe B pour le maintien
| Rang | Équipe          | Pts | J  | G | P | Pp | Pc | Diff |
| ---- | --------------- | --- | -- | - | - | -- | -- | ---- |
| 1    | USMM Hadjout    | 21  | 12 |   |   | 0  | 0  |      |
| 2    | Olympique Batna | 20  | 12 |   |   | 0  | 0  |      |
| 3    | NB Staoueli     | 20  | 12 |   |   | 0  | 0  |      |
| 4    | NRM Harrach     | 19  | 12 |   |   | 0  | 0  |      |
| 5    | CRB Temouchent  | 19  | 12 |   |   | 0  | 0  |      |
| 6    | CRM Birkhadem   | 18  | 12 |   |   | 0  | 0  |      |
| 7    | JSB M’sila      | 13  | 12 |   |   | 0  | 0  |      |
| 8    | AU Annaba       | 13  | 12 |   |   | 0  | 0  |      |

| Légende :                   |
| - Relégation en Nationale B |
| 0                           |

| Rang | Équipe        | Pts | J | G | P | Pp | Pc | Diff |
| ---- | ------------- | --- | - | - | - | -- | -- | ---- |
| 1    | AS PTT Alger  |     | 5 |   |   | 0  | 0  |      |
| 2    | GS Pétroliers |     | 5 |   |   | 0  | 0  |      |
| 3    |               |     | 5 |   |   | 0  | 0  |      |
| 4    |               |     | 5 |   |   | 0  | 0  |      |
| 5    |               |     | 5 |   |   | 0  | 0  |      |
| 6    |               |     | 5 |   |   | 0  | 0  |      |

| Légende :            |
| - Champion d'Algerie |
| 0                    |